# Polycycnis acutiloba
Polycycnis acutiloba är en orkidéart som beskrevs av Rudolf Schlechter. Polycycnis acutiloba ingår i släktet Polycycnis och familjen orkidéer.
Artens utbredningsområde är Colombia. Inga underarter finns listade i Catalogue of Life.